# Großherzoglich Mecklenburgische Friedrich-Franz-Eisenbahn

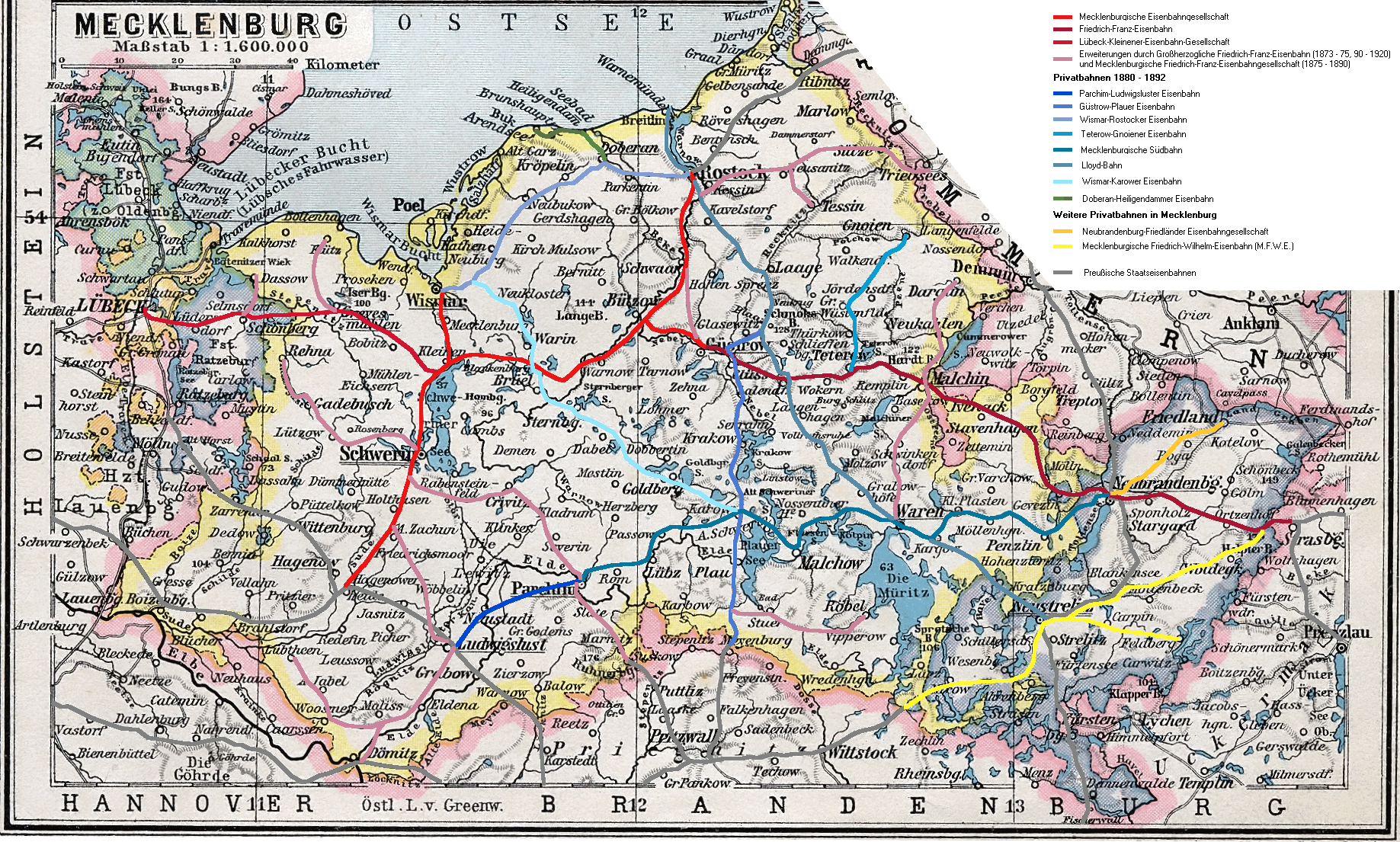
Eisenbahnnetz Mecklenburgs

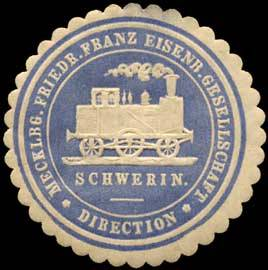
Siegelmarke Friedrich-Franz-Eisenbahn

Die Großherzoglich Mecklenburgische Friedrich-Franz-Eisenbahn (M.F.F.E.) war die staatliche Eisenbahngesellschaft in Mecklenburg-Schwerin und Mecklenburg-Strelitz. Ab ihrer zweiten Verstaatlichung 1890 bis zum Übergang der Länderbahnen auf das Deutsche Reich 1920 stand sie unter Leitung der Großherzoglichen General-Eisenbahndirection in Schwerin.

## Weg zur Staatsbahn

### Erste Eisenbahnen in Mecklenburg
Die erste Eisenbahnstrecke in Mecklenburg war die preußische Berlin-Hamburger Bahn, die 1846 eröffnet wurde. Bahnhöfe entstanden unter anderem in Ludwigslust und Hagenow. Am 10. März 1846 erhielt die „Mecklenburgische Eisenbahngesellschaft“ die Konzession zum Bau einer Strecke von Hagenow nach Schwerin und Wismar sowie über Bützow nach Rostock mit einer Zweigbahn nach Güstrow. Am 13. Mai 1850 wurde die Strecke vollendet.

### Die Friedrich-Franz-Eisenbahn
Nachdem die Mecklenburgische Eisenbahngesellschaft ihre Strecke errichtet hatte, fehlte eine West-Ost-Verbindung, die auch das Großherzogtum Mecklenburg-Strelitz erschließen sollte.
Da finanzkräftige Investoren fehlten, wurde die Strecke Güstrow – Teterow – Malchin – Neubrandenburg auf Initiative des Großherzogs Friedrich Franz II. von Mecklenburg-Schwerin als landesherrliches Eigentum gebaut. Die Eröffnung der Strecke erfolgte am 11. November 1864 auf dem Bahnhof Teterow in Anwesenheit beider mecklenburgischen Großherzöge. 1867 erfolgte die Anbindung der Bahn über die preußische Grenze nach Strasburg (Uckermark). In Malchin richtete die Direktion ihren Sitz ein. Zur Weiterführung der Strecke bis nach Lübeck gründete sich die „Lübeck-Kleinener Eisenbahngesellschaft“, die am 20. Dezember 1865 die Baukonzession erhielt. Nachdem 1868 der Bau aufgrund Geldmangels eingestellt werden musste, übernahm der Staat am 24. April 1870 die Bahn und nahm den Betrieb am 1. Juli 1870 von Kleinen über Bobitz, Grevesmühlen, Schönberg nach Lübeck auf. In Lübeck baute die Friedrich-Franz-Eisenbahn einen eigenen Güterbahnhof, genannt Lübeck Mecklenburgischer Rangi(e)rbahnhof. Für den Personenverkehr wurde der Bahnhof der Lübeck-Büchener Eisenbahn mitbenutzt.

### Erste Verstaatlichung
Der Wunsch nach staatlicher Lenkung des Bahnbaus und Bahnbetriebes führte 1873 zur Verstaatlichung der Eisenbahnen in Mecklenburg. Zudem wollte die mecklenburgische Regierung einem Ankauf der Bahnen durch die von Bismarck geplanten Reichseisenbahnen zuvorkommen. Ferner waren die Betriebsüberschüsse der Mecklenburgischen Eisenbahngesellschaft ein Grund der Übernahme.
Am 20. April 1873 erwarb die Landesregierung die Mecklenburgische Eisenbahngesellschaft und vereinigte sie mit der Friedrich-Franz-Eisenbahn zur „Großherzoglichen-Friedrich-Franz-Eisenbahn“. Der Sitz der Direktion wurde von Malchin in die Landeshauptstadt Schwerin verlegt.

### Erneut Privatbahn
Nachdem die Regierung ihre Schulden von rund 10 Millionen Talern (30 Millionen Mark) aus dem Bahnkauf nicht zahlen konnte, wurde die Bahn bald darauf reprivatisiert. Am 2. April 1875 wurde die „Mecklenburgische Friedrich-Franz-Eisenbahngesellschaft“ (M.F.F.E.) als Aktiengesellschaft gegründet, sie bestand bis zur zweiten Verstaatlichung am 1. Februar 1890. Die M.F.F.E. errichtete eine Stichbahn von Malchin nach Waren.
Zwischen 1875 und 1890 entstand durch private Bahngesellschaften eine Vielzahl neuer Eisenbahnstrecken, darunter die Bahnstrecke Ludwigslust–Parchim, die Bahnstrecke Ludwigslust–Dömitz sowie die Bahnstrecke Güstrow–Meyenburg von Plaaz über Güstrow bis nach Meyenburg an der preußischen Grenze. Die Wismar-Rostocker Eisenbahn stellte die direkte Verbindung zwischen den zwei Hafenstädten her. Die Gnoien-Teterower Eisenbahn schloss die Stadt Gnoien ans Schienennetz an. Durch die Mecklenburgische Südbahn erfolgte der Bau der Verbindung zwischen Parchim, Lübz, Waren (Müritz), Penzlin und Neubrandenburg. Der Deutsch-Nordische Lloyd errichtete eine Verbindung von Neustrelitz über Waren nach Rostock und Warnemünde. Die Wismar-Karower Eisenbahn stellte eine Verbindung zum Eisenbahnknoten in Karow her, wo sich Südbahn und Güstrow-Plauer Eisenbahn kreuzten. Schließlich erfolgte noch der Bau der schmalspurigen Doberan-Heiligendammer Eisenbahn.

## Großherzoglich Mecklenburgische Friedrich-Franz-Eisenbahn
Mit der zweiten Verstaatlichung 1889/1890 ging die Verwaltung der Staatseisenbahn auf die Großherzogliche General-Eisenbahn-Direction (GGED) über. Die Bahn hieß seitdem Großherzoglich Mecklenburgische Friedrich-Franz-Eisenbahn (M.F.F.E.).
In der Folge wurden alle bestehenden neun Privatbahnen vom Staat erworben, wobei sich der Erwerb der größeren, profitableren Gesellschaften etwas länger hinzog. Die Lloydbahn, die Parchim-Ludwigsluster Eisenbahn und die Mecklenburgische Südbahn wurden erst 1894 eingegliedert.
Die Großherzoglich Mecklenburgische Friedrich-Franz-Eisenbahn baute um die Wende zum 20. Jahrhundert eine Reihe von Strecken neu. Das Streckennetz der M.F.F.E. in Mecklenburg wuchs von 1890 bis 1908 von 1.013,2 auf 1.050,9 Kilometer, das gesamte Netz der M.F.F.E. unter Einschluss ihrer Strecken in den Nachbarländern umfasste 1908 1.148,55 Kilometer.
Im Einzelnen entstanden in dieser Zeit folgende Strecken:
- Rostock – (Bad) Sülze –Tribsees (mit Anschluss an die Franzburger Südbahn und die Strecke Tribsees – Grimmen – Greifswald) (1895)
- Schwerin–Rehna (1897)
- Ganzlin–Röbel (1899)
- Crivitz–Parchim (1899)
- Grevesmühlen–Klütz (1905)
- Schönberg–Dassow (1905)
- Malchin–Dargun (1907)
- Heiligendamm–Arendsee (heute: Ostseebad Kühlungsborn West) (1910)
- Bahnstrecke Parchim–Suckow (1912)

### Omnibusbetrieb
1904 wurde die Omnibuslinie vom Bahnhof Dettmannsdorf-Kölzow an der Strecke Rostock-Tribsees nach Marlow eröffnet. Zwei Omnibusse übernahmen den Personen- und Güterverkehr. In Marlow  wurden ein Kraftwagenempfangsgebäude mit Garage und Werkstatt errichtet.

### Mecklenburgische Eisenbahnfährschiffe auf der Ostsee

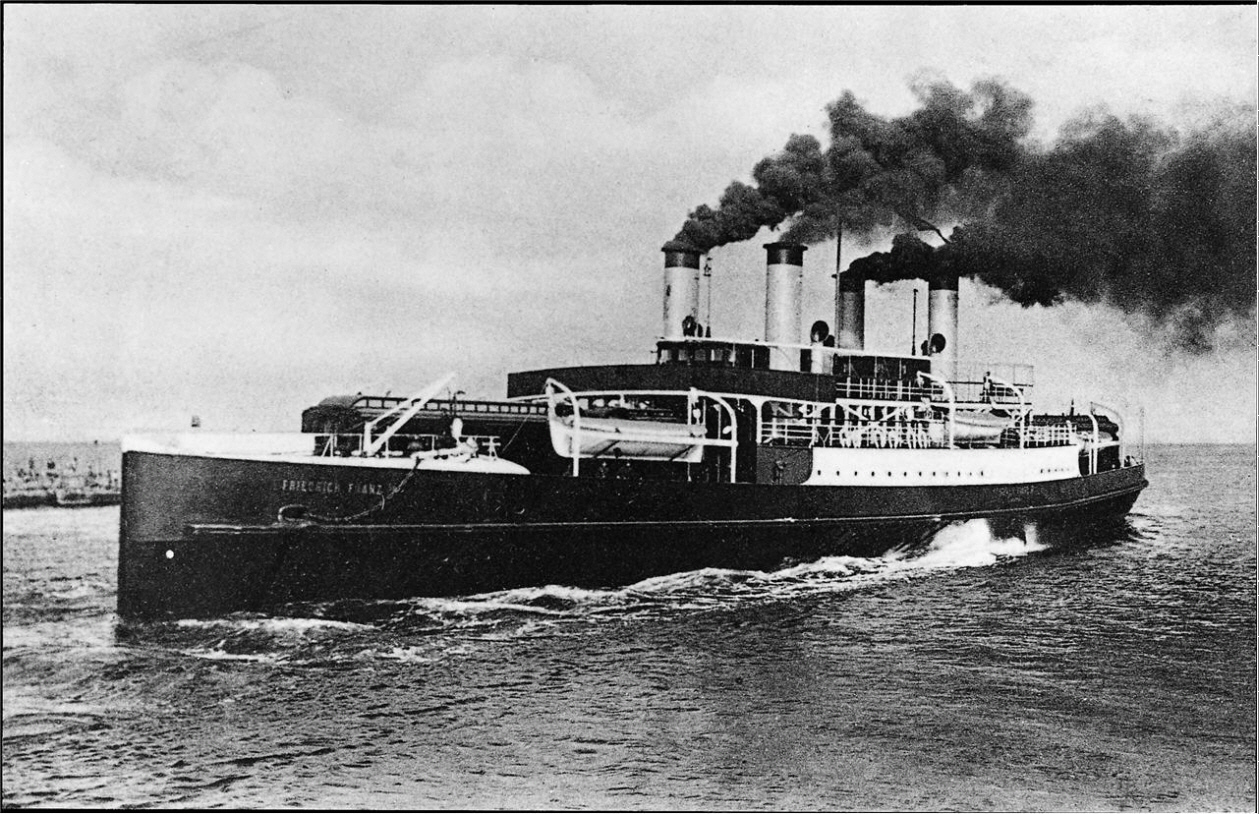
Friedrich Franz IV 1903

1903 wurde die seit 1886 bestehende Postdampfer-Verbindung Warnemünde–Nykøbing/Falster durch eine Eisenbahnfähre von Warnemünde nach Gedser ersetzt. Die M.F.F.E. baute dafür einen neuen Bahnhof in Warnemünde und einen Hafen mit zwei Fährbetten. Für den Fährverkehr wurden die beiden Fährschiffe Friedrich Franz IV. und Mecklenburg angeschafft. Die Fährlinie wurde gemeinsam mit den Dänischen Staatsbahnen betrieben. Die Fährverbindung machte direkte, durchgehende Züge von Berlin nach Kopenhagen möglich.

### Krieg, Novemberrevolution, Reichseisenbahn
Mit dem Ersten Weltkrieg begann das letzte Kapitel der M.F.F.E. Der Zugverkehr wurde auf die Anforderungen des Krieges umgestellt und Bahnbedienstete in noch nie gekanntem Umfang zum Kriegsdienst einberufen. Eisenbahnmaterial musste an andere Bahnverwaltungen abgegeben werden. Der Bahnbetrieb wurde unter Aufsicht des Militärs länder- und damit bahnübergreifend koordiniert.
Nach der Novemberrevolution und der Abdankung des Großherzogs am 13. November 1918 wurde die Bahn in Mecklenburgische Landeseisenbahn umbenannt und ging nach den Bestimmungen der Weimarer Reichsverfassung 1920 in die Reichseisenbahnen auf. Verwaltungsbehörde für die Reichseisenbahnen in Mecklenburg wurde die Reichsbahndirektion Schwerin.

## Lokomotiven

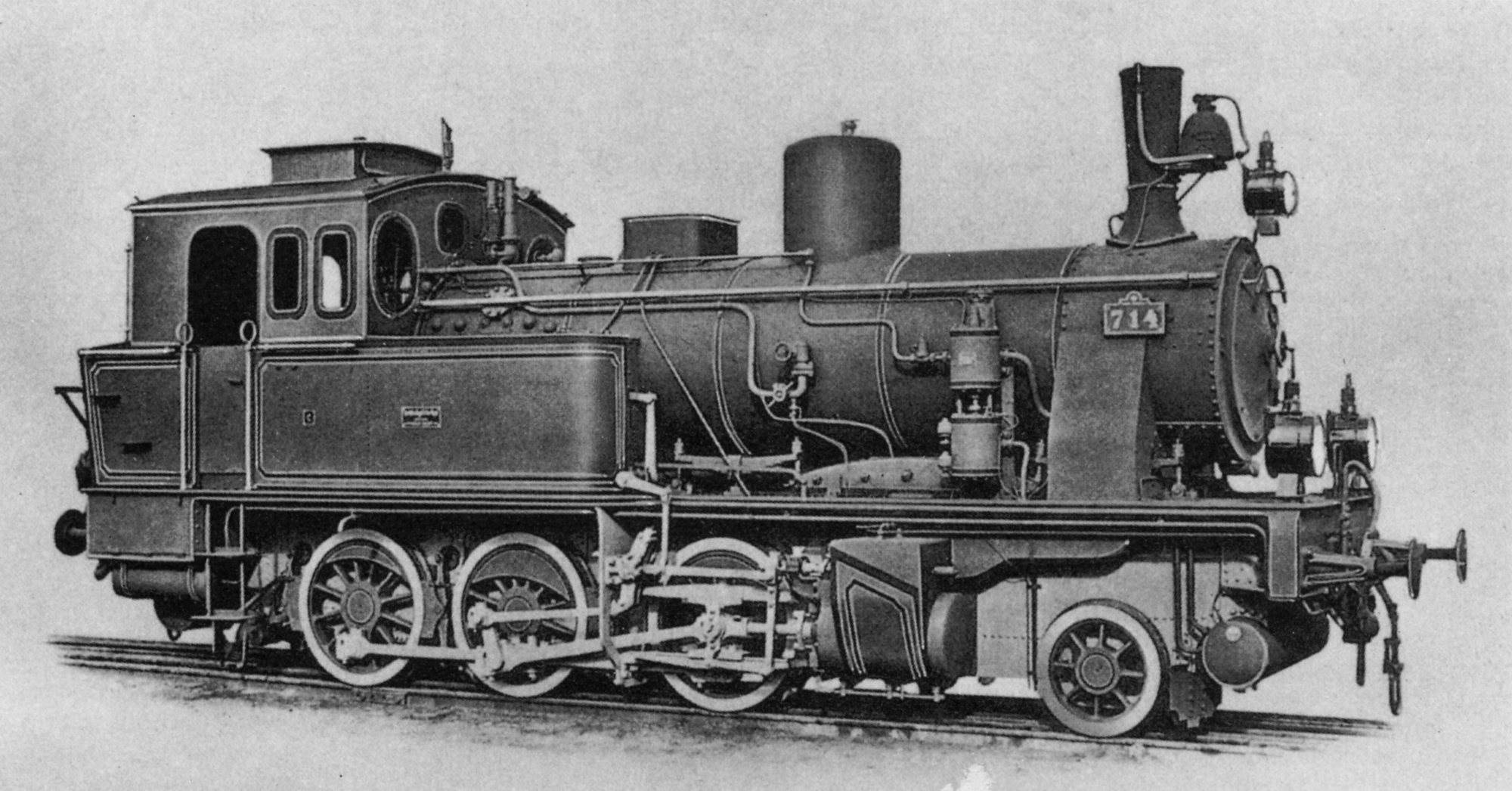
Eigens für die M.F.F.E. beschafft: Tenderlokomotiven der Gattung T 4

Auffallend sind die langen Laufzeiten der mecklenburgischen Lokomotiven. So verkehrten 1903 noch Lokomotiven, die in den Anfangsjahren der Eisenbahn zwischen 1864 und 1873 beschafft worden waren und somit mehr als 30 Dienstjahre absolviert hatten. Bis zur Jahrhundertwende wurden dann vergleichsweise wenige Lokomotiven neu in Dienst gestellt, so dass das Durchschnittsalter des Lokomotivbestandes zwischen 1898 und 1903 von 13 Jahre auf 15 Jahre anstieg. Insgesamt verfügte die Eisenbahngesellschaft 1903 über 176 Lokomotiven, bis 1914 steigerte sich die Anzahl auf 239 Lokomotiven.
Mecklenburg orientierte sich bei der Beschaffung von Lokomotiven am großen Nachbarn Preußen und übernahm soweit es möglich war preußische Muster. Zu den ersten neu beschafften Lokomotiven nach der Bildung der M.F.F.E. gehörten die Gattungen T 3, G 3, G 4 und G 5. Nach der Jahrhundertwende kamen Lokomotiven der Gattung G 8 für den Güterzugdienst neu hinzu.
Eine echte mecklenburgische Eigenentwicklung war dagegen die T 4. Diese Tenderlokomotive besaß ein geringeres Gewicht als das preußische Muster und wurde von der M.F.F.E. für den Nebenbahnbetrieb in Dienst gestellt.
Im Gegensatz zu anderen deutschen Bahnverwaltungen wurden von der M.F.F.E. keine Schnellzuglokomotiven beschafft. Die Beförderung der internationalen Schnellzüge Berlin – Warnemünde – Gedser – Kopenhagen und der Schnellzüge Rostock – Hamburg übernahmen Lokomotiven der Gattung P 8, die mit 100 km/h eine ausreichend hohe Geschwindigkeit erreichten.

## Streckennetz
Das mecklenburgische Streckennetz der M.F.F.E. umfasste zum 31. Dezember 1915 insgesamt 1.177,5 Kilometer und setzte sich aus folgenden Streckenlängen zusammen:
- 134,2 km zweigleisige Hauptbahn
- 318,6 km eingleisige Hauptbahn
- 641,5 km eingleisige Nebenbahn
- 67,8 km normalspurige Kleinbahn
- 15,4 km schmalspurige Kleinbahn

## Erinnerung an die M.F.F.E. heute
Nur noch wenig erinnert heute an Mecklenburgs einstige Eisenbahn: In Schwerin das Gebäude der „Großherzoglichen General-Eisenbahn-Direction“, welches bis zu ihrer Auflösung die Reichsbahndirektion Schwerin beherbergt hatte, an den Strecken einige Neigungsanzeiger mit dem charakteristischen M.F.F.E. in der Mitte und die funktionalen und doch ansprechenden alten Bahnhofsgebäude aus der Gründerzeit der Eisenbahn, zum Beispiel in Teterow, Malchin und Stavenhagen. Erinnerungsstücke an die Großherzoglich Mecklenburgische-Friedrich-Franz-Eisenbahn beherbergt auch das Molli-Museum der Mecklenburgischen Bäderbahn „Molli“ auf dem Bahnhof Kühlungsborn-West. Der Sparverein der M.F.F.E (gegründet 1875 in Schwerin) war Basis für die späteren Reichsbahnsparkassen. Deren Rechtsnachfolger ist die heutige Sparda-Bank Berlin.